# Naio Ssaion
Naio Ssaion je slovenska metal skupina, ki je z delovanjem začela leta 1999. Pod imenom Naio Ssaion obstaja od leta 2003. Člani prihajajo iz Velenja.
Ime skupine se izgovori [nájo sájon] ter nima pomena v nobenem jeziku. Za skupino je značilen melodičen zvok, katerega zagotavljata vokal pevke Barbare Jedovnicky in električna violina, na katero igra Rok Kolar. Prvi album Numedia so posneli v slovenskem jeziku. Nase so opozorili s singlom n.ss in zmagami na več tekmovanjih mladih skupin v sosednjih državah. Tako so jih opazili pri zdajšnji založbi Napalm Records, pri kateri so izdali svoj drugi album Out Loud. Na njem je nekaj novih pesmi in skladbe s prvega albuma v drugačni preobleki, odpete v angleščini. Večino melodij je napisal Rok Kolar, besedil pa Barbara Jedovnicky.
Naio Ssaion so doslej sodelovali z glasbeniki, kot so Big foot mama, Rožmarinke, Apocalyptica, Pink, Il Niño in In Extremo. Pesem The Mirror je bila uvrščena na kompilacijo revije Metal Hammer, n.ss in bla bla sta bili nominirani za skladbo leta v Sloveniji.

## Diskografija
- Numedia (2004)
- Out Loud (2005)